# Касинаско
Касинаско (итал. Cassinasco) је насеље у Италији у округу Асти, региону Пијемонт.
Према процени из 2011. у насељу је живело 248 становника. Насеље се налази на надморској висини од 400 м.

## Становништво
| 1936. | 1951. | 1961. | 1971. | 1981. | 1991. | 2001. | 2011. |
| ----- | ----- | ----- | ----- | ----- | ----- | ----- | ----- |
| 1.199 | 1.007 | 779   | 661   | 627   | 610   | 592   | 590   |